# Лазаревка (Гомельская область)
Лазаревка (бел. Лазараўка) — деревня в Короватичском сельсовете Речицкого района Гомельской области Белоруссии.

## География

### Расположение
В 21 км на юго-запад от Речицы, 7 км от железнодорожной станции Демехи (на линии Гомель — Калинковичи), 71 км от Гомеля.

## Транспортная сеть
Транспортные связи по просёлочной, затем автомобильной дороге Калинковичи — Гомель. Планировка состоит из прямолинейной улицы, ориентированной с юго-востока на северо-запад, к которой с юга присоединяется короткая улица. Застройка деревянная усадебного типа.

## История
По письменным источникам известна с XIX века как селение в Ровенскослободской волости Речицкого уезда Минской губернии. В 1879 году обозначена в Солтановском церковном приходе. В 1930 году рядом находился одноимённый посёлок. В 1930 году организован колхоз «Коммунар», работали кузница и шерсточесальня. 63 жителя погибли на фронтах Великой Отечественной войны. Согласно переписи 1959 года в составе колхоза «Коммунар» (центр — деревня Будка).
До 31 октября 2006 года в составе Капоровского сельсовета.

## Население

### Численность
- 2004 год — 43 хозяйства, 106 жителей.

### Динамика
- 1850 год — 29 дворов.
- 1897 год — 57 дворов, 323 жителя (согласно переписи).
- 1908 год — 64 двора, 394 жителя.
- 1930 год — 77 хозяйств, 442 жителя.
- 1959 год — 299 жителей (согласно переписи).
- 2004 год — 43 хозяйства, 106 жителей.